# Kulfi
El Kulfi es un postre muy popular en Pakistán basado en un helado elaborado con leche hervida. El Kulfi puede tener diversos sabores según se haya aromatizado con pistacho, malai, mango, cardamomo (elaichi), manzana, cacahuete y/o azafrán (kesar) en este caso le proporciona un color anaranjado muy atractivo para los hindúes. El Kulfi difiere de los helados occidentales en que es mucho más dulce en sabor y tiene una textura más cremosa (debido a que no tiene aire en su interior), proporcionándole un aspecto más denso y lechoso.

## Servir
Se sirve generalmente fresco sólo o junto con Falooda (refresco indio con fideos vermicelli). 